# Eupithecia fuscostigma
Eupithecia fuscostigma är en fjärilsart som beskrevs av Alphéraky 1892. Eupithecia fuscostigma ingår i släktet Eupithecia och familjen mätare. Inga underarter finns listade i Catalogue of Life.